# Organització de Solidaritat dels Poble d'Àfrica, Àsia i Amèrica Llatina
L'Organització de Solidaritat dels Pobles d'Àfrica, Àsia i Amèrica Llatina (OSPAAAL) va ser un moviment polític internacional amb el propòsit declarat de lluitar contra la globalització, l'imperialisme, el neoliberalisme i la defensa dels drets humans. L'OSPAAAL es va fundar a l'Havana el gener de 1966, després de la Primera Conferència Tricontinental, una reunió de més de 500 delegats i 200 observadors de més de 82 països.
Actuant com a «pont clau» per a unir les lluites i moviments d'alliberament als tres continents, l'objectiu principal de l'OSPAAAL era la difusió dels principis antiimperialistes. Per la seva banda, l'Organització dels Estats Americans va qualificar l'OSPAAAL com «l'amenaça més perillosa que el comunisme internacional ha fet fins ara contra el sistema interamericà».

El lema de l'OSPAAAL era «Aquesta gran humanitat ha dit: prou! I ha començat a avançar». Fins al 2019 va publicar la revista Tricontinental com a principal eina de comunicació transnacional. Després de la dissolució de l'OSPAAAL, l'Institut Tricontinental d'Investigacions Socials continua l'herència de l'organització seguint, en paraules de Franz Fanon, «amb els miserables de la terra per crear un món d'éssers humans».
| «                                                                   | Seguim l'heroic exemple del comandant Ernesto Guevara. | » |
| — Delegat veneçolà a la Primera Conferència Tricontinental el 1966. |                                                        |   |

## Història
L'OSPAAAL va néixer arran de la Primera Conferència Tricontinental de l'Havana, que el polític marroquí Mehdi Ben Barka estava preparant abans del seu assassinat l'octubre de 1965. L'OSPAA (Organització de Solidaritat del Poble Afro-Asiàtic) es va reunir per primera vegada al Caire el 1957. 500 delegats de 35 països van representar els seus partits i moviments d'alliberament nacional en lloc dels estats. El liderava Ismaël Touré, germà d'Ahmed Sékou Touré, el president de Guinea que va presidir la junta responsable dels fons de solidaritat, assistit per dos vicepresidents: Mehdi Ben Barka del Marroc i Chu Tzu-chi de la República Popular de la Xina. Aleshores, l'OSPAA debatia la inclusió de Cuba i la resta del Carib i Amèrica Llatina al grup, qüestió que va tornar a plantejar al Caire el juny de 1961 la nova comissió, la Comissió de Neocolonialisme, que va ser presidida per Ben Barka.
Mentre que el Grup de Casablanca, fundat el 1961, reunia «estats progressistes» (Egipte, Ghana, Guinea, Mali, Líbia i Marroc), l'OSPAAL era una organització de moviments, que tenia com a objectiu crear plans de desenvolupament econòmic nacional per als estats recentment independents i trencar l'aïllament nacional mitjançant l'internacionalisme. A l'exili de París, Ben Barka hi va residir sis mesos el 1964 i va contactar amb Henri Curiel que hi estava organitzant «xarxes de solidaritat»,que formaven activistes del Congrés Nacional Africà, partit que havia estat prohibit el 1960. Amb tot, Curiel seria assassinat el 1978. Ben Barka anava a fundar una revista anticolonialista titulada The African Review, però va decidir ampliar la unió a Amèrica Llatina.
Després de la fallida invasió de Bahía de Cochinos el 1961, Fidel Castro es va apropar encara més a la Unió Soviètica. El febrer de 1962, Cuba va ser expulsada de l'Organització dels Estats Americans. El 3 d'octubre de 1965, Ben Barka va declarar en una roda de premsa prèvia a la conferència de l'Havana que hi estarien representats els «dos corrents de la revolució mundial: el corrent nascut amb la Revolució d'Octubre i el de la Revolució Cubana».
El quart congrés de l'OSPAA, celebrat a Accra del 6 al 9 de maig de 1965, va acordar finalment incloure Amèrica Llatina i planificar la conferència fundacional de l'OSPAAA el gener de 1966 a l'Havana. Al juliol, Ben Barka, que presidia el consell preparatori, va assegurar el suport de la República Popular de la Xina i de la Unió Soviètica, i va definir els objectius de la nova organització, resumida en l'«alliberament total»: ajuda als moviments d'alliberament nacional (en particular al moviment palestí), intensificació de les lluites violentes i pacífiques als tres continents, suport a la Revolució Cubana, supressió de bases militars estrangeres, suport a l'opció de desarmament nuclear i oposició a l'apartheid i la segregació racial. Al setembre, Ben Barka va viatjar a l'Havana per a preparar l'obertura de la conferència el 3 de gener de 1966. No obstant això, el 29 d'octubre de 1965, va ser desaparegut a París, suposadament segrestat per agents secrets marroquins.

## Activitats
L'OSPAAAL va establir relacions amb sindicats internacionals i grups de solidaritat d'arreu del món. L'OSPAAAL tenia una relació de treball amb el Moviment per a la Llibertat Colonial (MCF), un grup de solidaritat transnacional amb seu a Londres.
| «                                          | A causa de la tensió provocada per l'imperialisme estatunidenc al Sud-est asiàtic, el Secretariat Executiu de l'OSPAAAL fa una crida urgent als pobles i governs dels països socialistes, als països progressistes i amants de la pau i la justícia i a tot el poble estatunidenc i als seus líders progressistes perquè reforcin la seva solidaritat i suport als pobles del Vietnam, Laos i Cambodja que lluiten enèrgicament per posar fi al bloqueig dels ports del Vietnam del Nord i de tots els actes bèl·lics de les forces aèries i navals estatunidenques contra el poble indoxinès. | » |
| — Secretariat Executiu de l'OSPAAAL, 1972. | |   |

Com a part dels esforços de campanya de l'OSPAAAL, lel Secretariat Executiu va publicar declaracions oficials sobre les lluites internacionals anticolonials. La seva forta oposició a les accions militars del president estatunidenc Richard Nixon durant la Guerra del Vietnam, com el bloqueig total dels ports de la República Democràtica del Vietnam a l'operació Pocket Money, el va portar a denunciar-lo com «l'assassí sense escrúpols de milions de vietnamites; és tan perillós com el Hitler feixista de la Segona Guerra Mundial». Arran de la crítica a l'acció militar estatunidenca al Vietnam, l'OSPAAAL també va demanar una major solidaritat entre països d'arreu del món després de les derrotes de l'exèrcit estatunidenc a Vietnam, Cambodja i Laos.
Més enllà de la solidaritat amb les lluites anticolonials a nivell d'estat-nació, l'OSPAAAL va fer campanya a favor d'individus implicats en activitats independentistes i antiimperialistes. L'OSPAAAL en nom d'una organització membre, el Partit Socialista de Puerto Rico, va demanar suport al revolucionari Humberto Pagán després de la seva detenció al Canadà. L'OSPAAAL va demanar que «tots els països, partits i organitzacions revolucionaris i progressistes declarin la seva solidaritat amb Humberto Pagán de manera militant de totes les maneres possibles». El seu objectiu era posar de manifest la injustícia percebuda del procediment judicial i evitar l'extradició de Pagán temen per la seva seguretat si era traslladat a Puerto Rico. Després de negar-se a concedir una ordre d'extradició, i després d'apel·lar al Tribunal Suprem canadenc, Humberto Pagán va ser absolt de tots els càrrecs i la sol·licitud d'extradició va ser denegada.

## Cartellisme
| «                 | El cartell era la resposta a un objectiu fonamental: el de donar suport a la lluita dels moviments per la llibertat. I això va tenir lloc no només en molts països del Tercer Món: els horitzons es van ampliar aviat per portar la solidaritat fins i tot als Estats Units d'Amèrica, superant les fronteres que representa la triple 'A' en nom de l'organització (Àsia, Àfrica, Amèrica Llatina), o simplement denunciant episodis de violència, brutalitat i crueltat per part dels governants i les forces militars que denoten les seves angoixes colonials i depredadores en terres llunyanes com Vietnam o Sud-àfrica. | » |
| — Olivio Martínez | |   |

Des de la seva fundació fins a mitjans de la dècada de 1980, l'OSPAAAL va produir cartells de propaganda de colors vius que promocionaven la seva causa. Les dificultats financeres i l'escassetat de tinta a causa del bloqueig dels Estats Units a Cuba, van empènyer els artistes i impressors a trobar solucions enginyoses amb resultats poc ortodoxos, tot i que finalment va obligar l'organització a deixar de produir aquests cartells. Nogensmenys, els cartells es van començar a imprimir de nou l'any 2000.
Aquests cartells, com pretenien ser internacionalistes, sovint tenien el seu missatge escrit en castellà, anglès, francès i àrab. Els cartells es van plegar i es van grapar en còpies de la Tricontinental, de manera que es poguessin distribuir internacionalment. Això va permetre a l'OSPAAAL enviar el seu missatge als subscriptors de tot el món. Els aproximadament 326 pòsters de l'OSPAAAL des de l'inici fins al 2003, estan documentats i indexats al llibre The Tricontinental solidarity poster.